# Nicky Shorey
Nicholas « Nicky » Shorey est un footballeur international anglais né le 19 février 1981 à Romford. Il évolue comme arrière gauche.

## Biographie
Le 10 juillet 2012, il retourne à Reading
Le 30 août 2013 il rejoint Bristol City
Le 9 janvier 2014 il rejoint Portsmouth.
Le 20 janvier 2016, il rejoint Colchester United .

## Palmarès
- Reading
  - Championship
    - Vainqueur : 2006